# 징주 철로

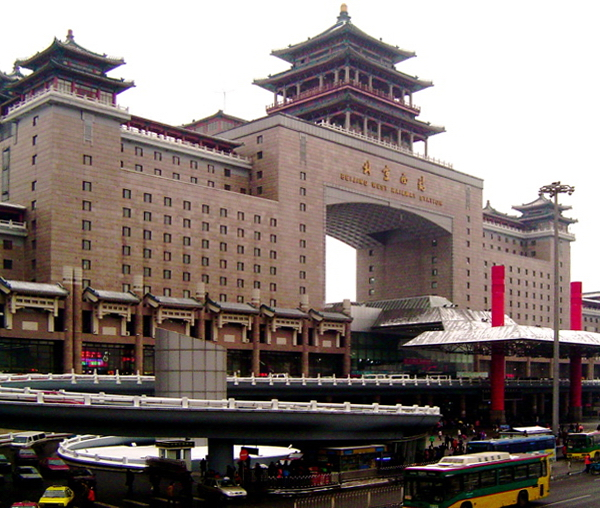
베이징 서역

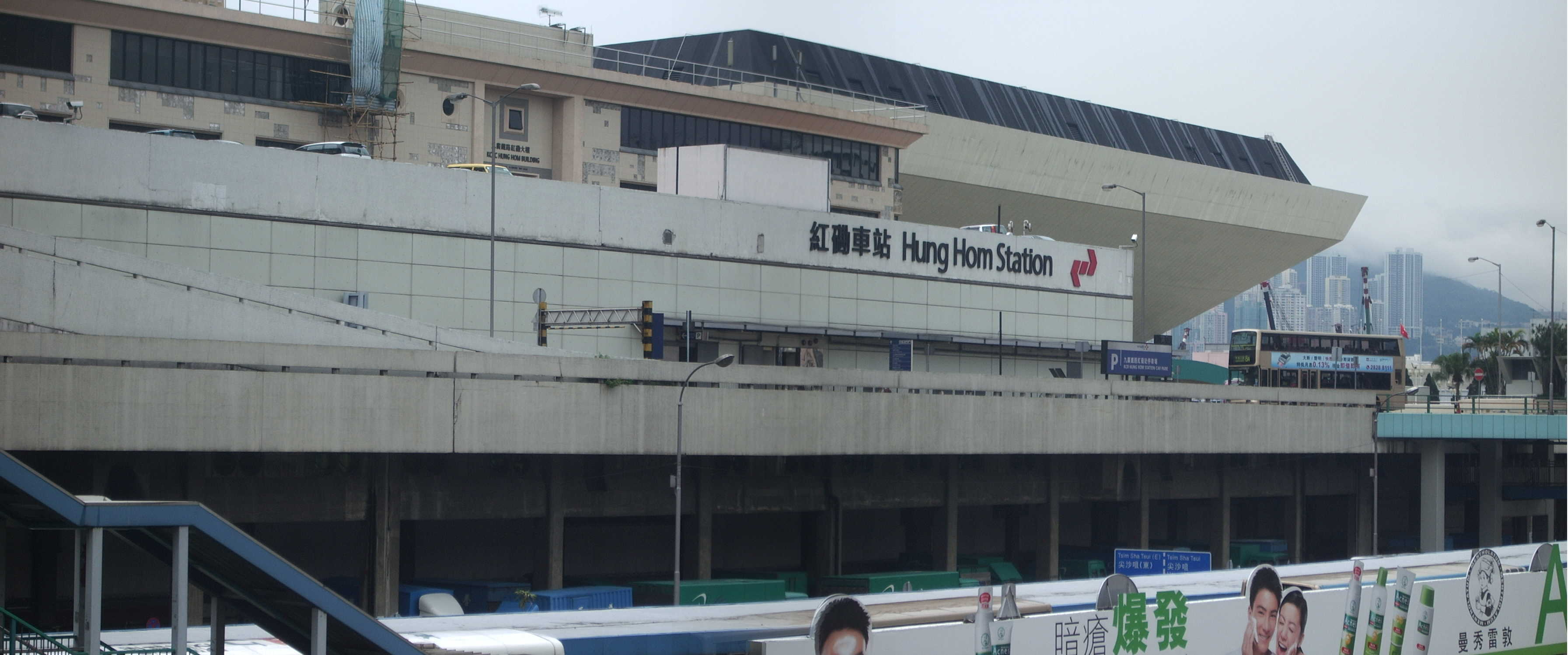
헝훔 홍콩

징주 선(중국어 간체자: 京九线, 京九鐵路, 병음: Jīngjiǔ Xiàn 징주셴[*], Jingjiu Railway)은 베이징의 베이징 서역과 홍콩의 구룡을 연결하는 철도 노선으로, 상추, 푸양, 지우장, 난창, 선전 등을 경유한다.

## 개요
수송 부족에 시달리던 징광 선(징광선), 주광철로의 우회 철로이자, 개발이 뒤처진 징광 선 동부(징광 선과 징후 철로 사이에 있는 지역) 내륙지방의 진흥을 목적으로 1993년 2월에 착공하여 1995년에 전 노선이 개통되어, 1996년 9월 1일부터 영업을 개시하였다.
북경서역을 연결하는 특급 열차로 징주터콰이가 있지만, 이것은 징광 선·주광철로를 경유한다.
- 운영자：중화인민공화국 철도부 홍콩철로 유한공사
- 노선거리 (영업 킬로)：2397km
- 궤간：1435mm (표준궤도)
- 역수：58역
- 복선 구간：전 노선
- 전화 구간：뤄후-주룽(홍칸)
- 주행 방향：좌측 통행

## 주요 철도역
- 베이징
- 허베이 : 헝수이
- 산둥성 : 랴오청, 허쩌
- 허난성 : 상추
- 안후이성 : 보저우, 푸양 (안후이)
- 후베이성 : 황강, 우한, 마청, 황메이, 우쉐, 치춘
- 장시성 : 주장, 난창, 지안, 간저우
- 광둥성 : 허위안, 후이저우, 둥관, 선전
- 홍콩 : 주룽 홍칸

## 같이 보기
- 중화인민공화국의 철도
- 징광 고속철도